# Анна (донька Бориса I)
Анна (болг. Анна; ІХ-Х століття) — болгарська царівна, дочка болгарського князя Бориса I (852—889).
Анна була другою дочкою Бориса та наймолодшою з шести дітей, народжених його другою дружиною, Марією, серед яких також були правителі князь Володимир (правління 889—893) і цар Симеон Великий (правління 893—927), князі Гавриїл і Яків і княгиня Євпраксія. Анна носить ім'я сестри Бориса.
Анна вийшла заміж за таркана Симеона, впливового діяча Болгарської держави. Як і її старша сестра Євпраксія, Анна пізніше в житті стала черницею в монастирі в столиці Болгарії Преславі. Її надгробок, розкопаний у 1965 році та написаний староболгарською та середньогрецькою мовами, показує, що вона померла як черниця 9 жовтня невизначеного року.
На зворотному боці каменю зображено портрет княгині у вільному одязі, яка спрямувала руки вбік до хрестово-купольної церкви з обох боків і тримала скіпетр у правій руці. Виходячи з цього портрету, дуже ймовірно, що Анна була ктиторкою двох церков.
У болгарському художньому фільмі «Борис I» 1985 року роль принцеси Анни грає актриса Адріана Петрова.